# AFC Cup
De AFC Cup is sinds 2004 een jaarlijkse internationaal voetbaltoernooi voor clubteams en wordt georganiseerd door de Asian Football Confederation (AFC).
Deelname aan het toernooi is voor clubs uit die landen die vanwege hun positie in de ranking van de AFC niet in aanmerking komen om in de AFC Champions League te spelen. Vanaf het seizoen 2024-25 zal het toernooi worden opgeheven en worden vervangen door de AFC Champions League 2 en de AFC Challenge League.  .

## Deelnemende landen
Vanaf 2004 hebben clubs uit 20 landen deelgenomen aan de AFC Cup. Tien van deze landen (Bahrein, Indonesië, Irak, Koeweit, Oezbekistan, Qatar, Syrië, Thailand, Turkmenistan en Vietnam) hebben ook één of meerdere jaren aan de AFC Champions League deelgenomen. De andere landen die in de AFC Cup hebben deelgenomen zijn: Bangladesh, Hongkong, India, Jemen, Jordanië, Libanon, Maldiven, Maleisië, Oman en Singapore.

## Finales
| Seizoen | Winnaar                           | Uitslag                           | Finalist                          |
| ------- | --------------------------------- | --------------------------------- | --------------------------------- |
| 2004    | Al-Jaish                          | 2–3, 1–0                          | Al-Wahda                          |
| 2005    | Al-Faysali                        | 1–0, 3–2                          | Al-Nejmeh                         |
| 2006    | Al-Faysali                        | 3–0, 2–4                          | Al-Muharraq                       |
| 2007    | Shabab Al-Ordon                   | 1–0, 1–1                          | Al-Faisaly                        |
| 2008    | Al-Muharraq                       | 5–1, 5–4                          | Safa                              |
| 2009    | Al-Kuwait                         | 2–1                               | Al-Karamah                        |
| 2010    | Al-Ittihad                        | 1–1 (pen. 4–2)                    | Al-Qadsia                         |
| 2011    | Nasaf                             | 2–1                               | Al-Kuwait                         |
| 2012    | Al-Kuwait                         | 4–0                               | Erbil                             |
| 2013    | Al-Kuwait                         | 2–0                               | Al-Qadsia                         |
| 2014    | Al-Qadsia                         | 0–0 (pen. 4–2)                    | Erbil                             |
| 2015    | Johor Darul Ta'zim                | 1–0                               | Istiklol                          |
| 2016    | Al-Quwa Al-Jawiya                 | 1–0                               | Bengaluru                         |
| 2017    | Al-Quwa Al-Jawiya                 | 1–0                               | Istiklol                          |
| 2018    | Al-Quwa Al-Jawiya                 | 2–0                               | Altynb Asyr                       |
| 2019    | Al-Ahed                           | 1–0                               | April 25                          |
| 2020    | Geannuleerd wegens coronapandemie | Geannuleerd wegens coronapandemie | Geannuleerd wegens coronapandemie |
| 2021    | Al-Muharraq                       | 3–0                               | Nasaf                             |
| 2022    | Al-Seeb                           | 3–0                               | Kuala Lumpur City                 |
| 2023–24 | Central Coast Mariners            | 1–0                               | Al-Ahed                           |

2004 · 
2005 · 
2006 · 
2007 · 
2008 · 
2009 ·
2010 ·
2011 ·
2012 ·
2013 ·
2014 ·
2015 ·
2016 ·
2017 ·
2018 ·
2019 ·
2020 ·
2021 ·
2022
Clubcompetities: AFC Champions League Elite · AFC Champions League Two · AFC Challenge League

Landencompetities: Aziatisch kampioenschap mannen · Aziatisch kampioenschap vrouwen

Voormalige competities: AFC Challenge Cup · AFC President's Cup · Aziatische supercup · AFC/OFC Cup Challenge · Aziatische beker voor bekerwinnaars · AFC Cup

1. ↑  (en) History beckons for AFC Cup™ 2023/24 contenders as final edition of popular competition kicks off. the-AFC.com. Asian Football Confederation (15 september 2023). Gearchiveerd op 22 september 2023. Geraadpleegd op 21 september 2023.
2. ↑  (en) AFC Competitions Committee recommends strategic reforms to elevate Asian club football. theAFC.com. Gearchiveerd op 24 december 2022. Geraadpleegd op 24 december 2022.
3. ↑  AFC Executive Committee approves biggest prize purse in Asian club football history from 2024/25; announces AFC Women's Champions League. AFC (14 August 2023). Gearchiveerd op 22 augustus 2023. Geraadpleegd op 14 August 2023.